# Veľké Orvište
Veľké Orvište (in ungherese Nagyőrvistye) è un comune della Slovacchia facente parte del distretto di Piešťany, nella regione di Trnava.